# Людвігшоргаст
Людвігшоргаст (нім. Ludwigschorgast) — громада в Німеччині, розташована в землі Баварія. Підпорядковується адміністративному округу Верхня Франконія. Входить до складу району Кульмбах. Складова частина об'єднання громад Унтерштайнах.
Площа — 5,95 км2. Населення становить 979 ос. (станом на 31 грудня 2020).